# 草場恵
草場 恵（くさば めぐみ、1988年11月9日 - ）は、日本の元グラビアアイドル。現在は引退している。活動当時はイエローキャブに所属していた。

## 略歴
福岡県久留米市出身。第一経済大学付属高等学校芸能コース卒業。2005年、野田義治と決別した新生イエローキャブのオーディションでデビューし、日テレジェニック2006に選出される。
2006年6月下旬、「ミスマガジン2006」で「読者特別賞」、および「NACK5賞」、「ミスマガジングラビアネット賞」を受賞し、7月9日に東京都池袋サンシャインシティ噴水広場にて、ミスマガジン2006のお披露目イベントが行われた。同イベント内では先輩ミスマガジンから、ミスマガジンのユニフォームが渡され、正式にミスマガジンフットサルチームに加入したが、2007年4月までに退団。
2007年9月、事務所をスイートルームに移籍したが、同年中に退所。

## 人物
公表していたサイズは身長156cm、B93cm、W59cm、H84cm。血液型はO型。
久留米弁が強く、標準語で話していても、すぐに戻ってしまうことがよくある。趣味は、カラオケ、映画鑑賞、音楽鑑賞。特技は、映画の台詞を覚えること、絵を描くこと、ものまね（ゾウのものまね）。

## 出演

### バラエティ
- ぷるぷるアイドル日テレジェニック学園（CS日本）[6]
- イエローキャブログ（つくばテレビ）[7]
- テレつく（2005年、日本テレビ）
- E娘! ミスマガジン2006スペシャル（2006年3月30日、TBS / 2006年4月2日、BS-i）
- E娘! ミスマガジン2006バトル（2006年6月8日・15日、TBS / 2006年6月11日・18日、BS-i）
- 天使らんまん 夏休みSP（2006年8月、毎日放送）
- ミスマガ!（USEN提供のパソコンテレビGyaO）
  - #03（2006年7月）
  - #24（2007年5月）[8]
- 堂本剛の正直しんどい（2006年、テレビ朝日）
- 朝まで赤丸グランプリ2006（2006年、テレビ朝日）
- BE SHARP!!ふくおか情熱王（2006年、NHK）
- グラドルバレンタインSP（2006年、つくばテレビ）[9]
- ポジTV（2006年、RKB毎日放送）
- パオパオ アソビ★クリエイターズ（BS日テレ）
- sabra☆GyaO（2007年6月14日、USEN提供のパソコンテレビGyaO）[10]
- グラビアの美少女（MONDO21）

### ラジオ番組
- ブロードバンドニッポン（ニッポン放送）
- 櫻井由香理のアイドル探偵団!（有線ラジオ放送）
- SATURDAY GLASS SHOW（FM-Fuji）

## 作品

### イメージビデオ（DVD）
- ピュアスマイル 草場恵（2006年4月7日、竹書房）
- 日テレジェニック2006 草場恵 裸足のマーメイド（2006年7月26日、バップ）[11]
- ミスマガジン2006 草場恵（2006年10月25日、TBS）[12]
- 日テレジェニック2006 Memories <メモワール> 草場恵（2007年1月24日、バップ）[13]
- BSフジ グラドル女学院 未公開お宝映像集 6 ～佐野夏芽&立花彩野SP～（2007年4月6日、イーネットフロンティア）[14]
- BSフジ グラドル女学院 未公開お宝映像集 7 ～草場恵&百瀬実咲SP～（2007年4月6日、イーネットフロンティア）
- BSフジ グラドル女学院 未公開お宝映像集 8 ～木嶋のりこ&斉藤美穂SP～（2007年4月6日、イーネットフロンティア）
- BSフジ グラドル女学院 未公開お宝映像集 9 ～大友さゆり&八代みなせSP～（2007年4月6日、イーネットフロンティア）
- BSフジ グラドル女学院 未公開お宝映像集 10 ～小澤絵理菜&稲生美紀&小倉遥SP～（2007年4月6日、イーネットフロンティア）
- 草場恵 夏の恵み（2007年4月20日、ラインコミュニケーションズ）[15][16]

## 書籍

### 写真集
- すごいネ!（2006年3月、彩文館出版）[17]撮影：小塚毅之

### 雑誌
- ヤングガンガン（2005年、スクウェア・エニックス）
- Tokyo graffiti（2005年、グラフィティマガジンズ）
- FLASH（2005年、光文社）
- EX大衆（2006年、双葉社）
- 週刊大衆（2006年、双葉社）
- sabra（2006年、小学館）
- ヤングチャンピオン（2006年、秋田書店）
- 週刊プレイボーイ（2006年、集英社）
- スコラ（2006年、スコラマガジン）
- BOMB（2006年、学習研究社）
- Kissui（2006年、英知出版）
- ザ・ベストMAGAZINE（2006年、KKベストセラーズ）
- ハイパープレイステーション2（2006年、ソニーマガジンズ）